# Pierre Dwomoh
Pierre Dwomoh (* 21. Juni 2004) ist ein belgischer Fußballspieler. Der defensive Mittelfeldspieler steht aktuell in England beim FC Watford unter Vertrag. 2021 war er eines von sechzig Talenten der „Next Generation“-Liste von The Guardian.

## Karriere
Dwomoh begann mit dem Fußballspielen in der Jugend des SK Heffen und später bei KV Mechelen, RSC Anderlecht und KRC Genk. Sein Division 1A-Debüt gab er am 19. Dezember 2020 gegen KV Kortrijk. Schon 2019 hatte er für die belgische U-19-Nationalmannschaft gespielt. Während der gesamten Saison 2020/21 wurde er bei zwei von 40 möglichen Ligaspielen jeweils wenige Minuten eingesetzt.
Ohne in der neuen Saison 2021/22 für Genk eingesetzt worden zu sein, wechselte Dwomoh Ende August 2021 zum Ligakonkurrenten Royal Antwerpen und unterschrieb dort einen Vertrag mit einer Laufzeit bis Sommer 2026. In seiner ersten Saison bestritt er neun von 38 möglichen Ligaspielen, ein Pokalspiel und vier Spiele in der Europa League.
Ohne dass er in der neuen Saison 2022/23 ein Spiel für Antwerpen bestritten hatte, wurde er Anfang September 2022 für den Rest der Saison an die zweite Mannschaft von Sporting Braga in Portugal ausgeliehen. Hier bestritt er 3 von 10 möglichen Spielen in der Terceira Liga.
Diese Ausleihe wurde zum Jahresende beendet. Zugleich wurde sein Vertrag bis zum Ende der Saison 2023/24 mit der Option einer weiteren Verlängerung verlängert. Bis zum Ende der laufenden Saison wurde er zum Ligakonkurrenten KV Ostende ausgeliehen. Er bestritt für Ostende 8 von 16 möglichen Ligaspielen. Ab Anfang März 2023 wurde er wegen einer Verletzung bis zum Ende der Hauptrunde Ende April 2023 nicht mehr eingesetzt. Für die anschließende Play-offs war Ostende nicht qualifiziert.
Ende Juni 2023 wurde eine erneute Ausleihe, diesmal zum Aufsteiger in die Division 1A, dem RWD Molenbeek, für die Saison 2023/24 mit anschließender Kaufoption vereinbart. Er bestritt 30 von 36 möglichen Ligaspielen für RWDM, in denen er ein Tor schoss, sowie ein Pokalspiel mit ebenfalls einem geschossenen Tor. Die Saison endete mit dem Abstieg des Vereins in die Division 1B.
Zum Start der Saison 2024/25 gehört Dwomoh wieder zum Kader von Antwerpen, wechselte aber Ende August 2024 zum englischen Zweitligisten FC Watford.

## Erfolge
- Belgischer Pokalsieger: 2020/21 (ohne Einsatz)